# ووزووو-کولونگا
ووزووو-کولونگا (به لاتین: Łozowo-Kolonia) یک روستا در لهستان است که در گمینا دانبرووا بیاووستوتسکا واقع شده‌است.